# Клеп Євген Вікторович
Євген Вікторович Клеп (нар. 30 серпня 1981, м. Горлівка, Донецька область) — український політик, Горлівський міський голова (з листопада 2010 року), колаборант з РФ (з 2014 року)

## Життєпис

### Освіта
У 2000 році закінчив Горлівський технікум Донецького державного технічного університету за спеціальністю «Організація перевезень і управління на транспорті». У 2008 році закінчив Автомобільно-дорожній інститут ДВНЗ «Донецький національний технічний університет» за спеціальністю «Організація перевезень і управління на транспорті». У 2013 році отримав ступінь магістра за спеціальністю «Державне управління» в Національній академії державного управління при Президентові України. У 2013 році — початок навчання в аспірантурі НАДУ при Президентові України.

### Трудова діяльність
2001 — водій КФПК «Укрспецпостач».
З 2005 по 2006 — голова Горлівської міської організації Народної партії.
З 2007 по 2009 — засновник ТОВ ПСК.
Квітень 2009 — листопад 2010 — Пантелеймонівський селищний голова.

### Громадська діяльність
З листопада 2007 року — помічник народного депутата Миколи Шмідта.
У 2010 році рішенням Академічної ради Міжнародної кадрової академії нагороджений Золотою медаллю «За ефективне управління».
У 2011 році нагороджений Почесною грамотою Комітету Верховної Ради з питань промисловості, регуляторної політики та підприємництва.
З 2012 року — помічник народного депутата Миколи Янковського.
З 2013 року — помічник народного депутата, заступника голови Партії регіонів Сергія Тігіпка.

## Дії у 2013—2014
Хронологія подій та вчинків Клепа:
- 26 червня 2013 назвали вулицю в честь «смотрящего міста Горлівки», тої людини, котра брав участь у розгоні Майдану у містах Київ, Донецьк, Харків.
- 13 грудня 2013 Клеп особисто приїхав на Залізничний вокзал Горлівки проводити 18 вагонів «титушок» на Київ, які потім брали участь у підпалах машин у Києві, мітингах у Маріїнському парку.
- 1 лютого 2014 Євген Клеп особисто був присутній на заході «Украи́нский фронт» — всеукраїнська громадська спілка, добровільне громадянське об'єднання представників народу України. Заснований 1 лютого 2014 року в Харкові на позачерговому екстреному зльоті первинних партійних організацій Партії Регіонів.
- 26 лютого 2014 Клеп організовує «самооборону Горлівки», для «збереження спокою та захисту міста від незрозуміло кого». Формуванням «самооборони Горлівки» Клеп доручив займатися Олегу Губанову, який робить Бєзлєра командиром «самооборони Горлівки». Після чого Горлівка «захлинулась» щоденними мітингами на підтримку ПР, Компартії, проросійських мітингів, мітинги про незалежність, заклики про створення «ДНР» (з цієї заяви все почалося також на цю тематику «Клеп — Самооборона», в інтернеті є багато інформації, фото та відео доказів).
- 10 квітня 2014 у ході передвиборчої кампанії Михайло Добкін приїхав до Горлівки. У Добкіна відбулася зустріч із Клепом, після чого вони на камеру спустилися в одну з вугільних шахт Горлівки, де Добкін усіляко хвалив Є.Клепа
- 16 квітня 2014 Євген Клеп (безпартійний) був присутній на надзвичайному з'їзді регіоналів, який проходив у Донецьку, під час цього заходу Клеп був помічений у компанії з Левченко (в розшуку, у 2021 повернувся назад до України).
- 14 травня 2014 року «народним мером» Горлівки під керівництвом т.з. «ДНР» став Едуард Матюха[4], насправді законспірований агент української розвідки[5]
- 16 червня 2014 пресслужба Горлівської міськради поширила вимогу мера до керівників підприємств Горлівки, в якій зазначається, що до кінця сьогоднішнього дня на будинках усіх підприємств та установ негайно вивісити російські прапори. Як повідомляє 06242.com.ua, копію цього наказу на своїх сторінках розмістив офіційний сайт міської ради. І вже до закінчення робочого дня прапори РФ справді з'явилися на деяких адміністративних будівлях. Зокрема, російські прапори були помічені над будинком ЗОШ № 47, Пенсійного фонду, над Дитячою поліклінікою ТМО «СіЗ» та ін.

Після звільнення з полону, 21 січня 2015 року Євген Клеп звернувся з заявою до голови СБУ Валентина Наливайченка, що інформація на сайті центру «Миротворець» не відповідає дійсності та є перекрученою, завідомо неправдивою.